# Kossakówka

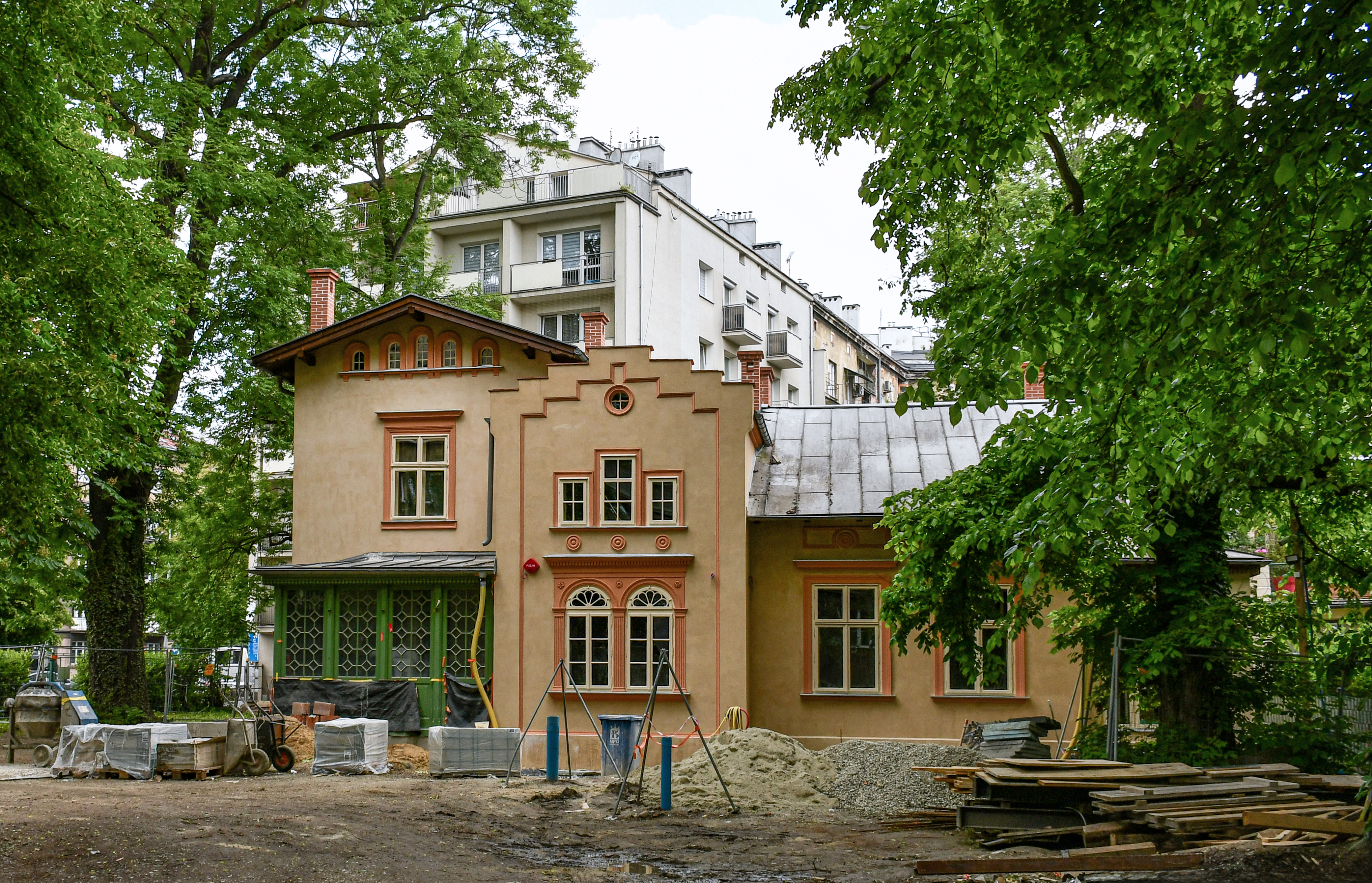
Stadtvilla Kossakówka (Mai 2025)

Die Villa Kossakówka ist eine neugotische Stadtvilla in der Altstadt von Krakau, ehemaliger Wohnsitz der Künstlerfamilie Kossak.
Die heutige Adresse der Villa ist pl. Juliusza Kossaka 4, Krakau. Die Villa wurde 1851 nach einem Entwurf von Jan Bogumił Trenner für Wincenty Kołodziejski erbaut. 1871 wurde sie von Juliusz Kossak und seiner Frau Zofia Kossak, geb. Gałczeński, gekauft. Im Jahre 1884 übernahm es sein Sohn Wojciech Kossak, der es mit seiner Frau Maria Kossak, geb. Kisielnicka, und seinen drei Kindern, dem Maler Jerzy Kossak, der Dichterin Maria Pawlikowska-Jasnorzewska und der Schriftstellerin und Satirikerin Magdalena Samozwaniec bewohnte. In den Jahren 1884 und 1910 beauftragte Wojciech Kossak den in Genf geborenen polnischen Architekten und Bildhauer Tadeusz Stryjeński mit dem Aus- und Umbau der Villa.
Bis zum Zweiten Weltkrieg galt die Kossakówka als erster Treffpunkt der intellektuellen und künstlerischen Elite Krakaus. Zu den häufigen Gästen gehörten Adam Asnyk, Henryk Sienkiewicz, Stanisław Ignacy Witkiewicz, Józef Chełmoński, Julian Fałat, Julian Tuwim, Tadeusz Boy-Żeleński, Józef Conrad, Ignacy Jan Paderewski und viele andere Maler, Musiker, Schriftsteller und Schauspieler.
Nach dem Tod von Wojciech Kossak im Jahre 1942 wurde die Villa von seinem Sohn Jerzy Kossak übernommen, der dort mit Maria Kossak, seiner Tochter aus erster Ehe, mit seiner zweiten Frau Elżbieta Dzięciołowska-Śmiałowska und seinen Töchtern aus zweiter Ehe Gloria Kossak und Simona Kossak wohnte.
Nach dem Zweiten Weltkrieg sollte die Kossakówka abgerissen werden, was die Elżbieta Dzięciołowska-Śmiałowska verhinderte. Sie wandte sich an den damaligen polnischen Kulturminister Włodzimierz Sokorski mit der Bitte, die Villa als Teil des polnischen Kulturerbes anzuerkennen und unter Denkmalschutz zu stellen.
Am 25. Mai 1960 wurde sie in die Denkmalliste unter der Registernummer A-951 eingetragen und auf Staatskosten renoviert, damit endeten die staatlichen Hilfen.
Nach dem Tod von Magdalena Samozwaniec im Jahre 1972 wohnte in der Villa die älteste Tochter von Elżbieta Kossak, Dagmara. In den 80er Jahren verfielen die unbewohnten Gebäude und die Villa wurde nach und nach zur Ruine. In den Jahren 2014 sowie 2014 und 2017 wurden Konservierungsarbeiten an der Villa durchgeführt. Am 27. Dezember 2019 erwarb das Museum für Gegenwartskunst Krakau (MOCAK) die Villa.
Der Kauf des Gebäudes Kossakowka und des dazugehörigen Gartens wurde am 27. Dezember 2019 durch Beschluss des Stadtrates der Stadt Krakau vom 5. Dezember 2019 zum Preis von 4.380.420 PLN abgeschlossen. Das Gebäude hat eine Nutzfläche von ca. 350 m². Die Gartenfläche beträgt 16 ha. Am 16. Dezember 2020 wurde ein Grundstück an der Seite der Allee mit einer Fläche von 4,11 ha zum Preis von weiteren 1.000.000 PLN erworben.